# Alfred Stabell
Alfred Stabell (* 30. Januar 1862 in Oslo; † 25. März 1942 in Vindern, Oslo) war ein norwegischer Sportschütze. 

## Karriere
Alfred Stabell belegte bei den Olympischen Spielen 1912 im Trapschießen den 61. Platz.